# Set Catena
Set Catena est une chaîne de dépressions située sur le satellite Triton de la planète Neptune par 22° N et 33,5° E.

## Géographie et géologie
Située radialement au nord de Leviathan Patera, Set Catena se présente comme une chaîne sinueuse de cavités dont la direction générale prolonge celle de Raz Fossae et serpentant en direction d'une vaste dépression anonyme, voisine du terminateur sur les clichés de Voyager 2, dont l'apparence rappelle beaucoup celle de Leviathan.
Tout comme Kraken Catena, il pourrait s'agir d'un rift cryovolcanique.